# Hermann Hager
Hans Hermann Julius Hager (Berlin, 1816. január 3. – Neuruppin, 1897. január 24.) német gyógyszerész.

## Életrajza
A gyógyszerészetet Salzwedelben tanulta, 1842-49-ben a fraustadti városi gyógyszertár tulajdonosa volt. Azután Berlinbe költözött és kizárólag a gyógyszerészeti kémiai irodalomnak élt. Kiadója volt a Pharmaceutische Contralhalle-nek. Sok, különösen gyógyszerészi szempontból fontos munkát írt. Nagy érdeme továbbá, hogy a titkos gyógyszerek haszontalanságát bebizonyította. Az árucikkek és élelmiszerek vizsgálatával is sokat foglalkozott. Az Industrieblätter című folyóiratot 1864-1880 között szerkesztette Jakobson társaságában.

## Fontosabb művei
- Handbuch der pharmaceutischen Receptierkunst (Lissa, 1850)
- Technik der pharmaceutischen Receptur (Berlin, 1884)
- Kommentar zu den neuesten Pharmakopöen Norddeuschlands (Lissa, 1855-57)
- Anleitung zur Fabrikation künstlicher Mineralwässer (II. kiad., Boroszló, 1870)
- Manule pharmaceuticum (V. kiad., Lipcse, 1878)
- Adjumenta varia chemica et pharmaceutica (II. kiad. uo. 1866)
- Pharmacopoeae recentiores (Boroszló, 1869)
- Untersuchungen. Ein handbuch der Unersuchung, Prüfung und Wertbestimmung aller handelswaren etc. (II. kiad., Lipcse, 1881)
- Erster Unterricht des Pharmaceuten, Das Mikroskop und seine Anwendung; Kommentar zur Pharmacopoea germanica, ed II. (Berlin, 1884, 2 kötet)
- Handbuch der pharmaceutischen Praxis